# Heures de Beaufort
Les Heures de Beaufort forment un livre d'heures composé entre 1400 et 1410 et vers 1430 en Angleterre ou au sud de la Flandre qui est conservé à Londres à la British Library sous la cote Royal 2A. XVIII. Il doit son nom à une de ses anciennes propriétaire, Margaret Beaufort, mère de Henri VII d'Angleterre.

## Description et historique

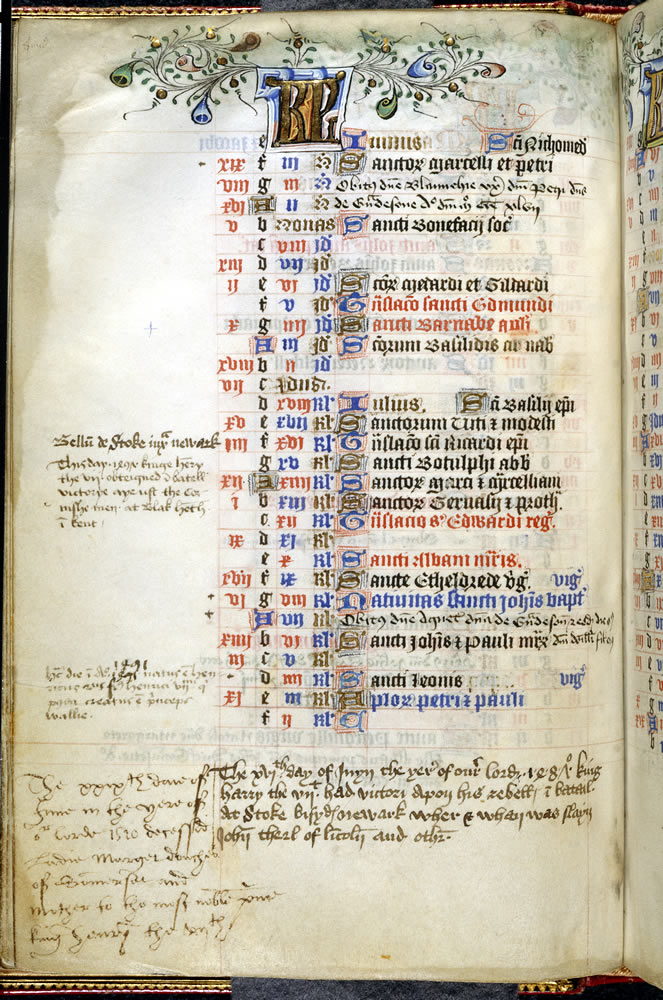
Calendrier dans les Heures de Beaufort

La première partie de ce manuscrit enluminé qui est constituée des feuillets 3 à 24 date de la première décennie du XVe siècle. Elle représente un exemple raffiné du gothique international. Ces feuillets ont été détachés d'un psautier conservé à la Bibliothèque de Rennes Métropole (Les Champs Libres) sous la cote Ms. 22. L'autre partie qui commence au feuillet 25 et se termine au feuillet 241 a été réalisée au tournant des années 1430 et 1440. La destinataire de cette partie était Marguerite Beauchamp, épouse du premier duc de Somerset mort en 1444 et grand-mère d'Henri VII d'Angleterre, c'est pourquoi cette partie est parfois appelée Heures de Beauchamp. 
Les douze miniatures de pleine page de la première partie sont de la main du Maître des Saints de Beaufort, artiste flamand anonyme dont on retrouve le style dans d'autres manuscrits anglais. L'Annonciation du folio 23 est quant à elle attribuée à Hermann Scheerre et représente le meilleur exemple de son art délicat. Un autre miniature folio 7 verso, montre saint Jean de Bridlington canonisé en 1401, assis sur une chaise gothique massive et bénissant.